# Confédération Internationale des Cinémas d’Art et d’Essai
Die Confédération Internationale des Cinémas d’Art et d’Essai (CICAE) ist ein internationaler Verband von Filmkunsttheatern mit Sitz in Berlin. Der Hauptzweck ist die Förderung und Unterstützung der Filmkunst sowie des Arthouse-Sektors. Sie ist die einzige internationale Filmkunstkinoorganisation ihrer Art.

## Geschichte und Fakten
Die CICAE wurde 1955 durch die nationalen Filmkunstkinoverbände Deutschlands, Frankreichs, der Niederlande und der Schweiz als eine  Lobbyorganisation gegründet, mit dem Ziel, den Filmkunstkinosektor zu fördern und die filmische Vielfalt gegen die Vorherrschaft des sogenannten kommerziellen Films zu schützen. Seitdem vereint die CICAE unabhängige wie bereits in nationalen Vereinigungen assoziierte Filmkunsttheater mit insgesamt annähernd 3000 Leinwänden, 15 Filmfestivals und eine gewisse Anzahl von Filmverleihern aus ungefähr 30 Ländern in einem internationalen Dachverband.
Der Geschäftssitz (legal office) befindet sich in Paris, während das Team in Berlin (operational office) arbeitet. Als Präsident vertrat von 2007 bis 2019 Detlef Roßmann (Casablanca Oldenburg) den Verband. Ihm folgte 2019 Christian Bräuer (Yorck-Kino GmbH, Berlin).

## Vorstand
- Christian Bräuer, Präsident, AG Kino – Gilde und Yorck-Kino GmbH, Berlin
- François Aymé, Vize-Präsident, AFCAE, Paris
- Domenico Dinoia, Vize-Präsident, FICE, Rom, Mailand
- Mario Fortin, Vize-Präsident, AQCAE, Montreal
- Peggy Johnson, Vize-Präsidentin, LOFT Film Fest, Tucson
- Eva Morsch-Kihn, Generalsekretärin, Cinélatino, Toulouse
- Renaud Laville, Schatzmeister, AFCAE, Paris
- Mira Staleva, Sofia International Film Festival, Sofia
- Roland Probst, Ehrenpräsident
- Gabriele Röthemeyer, Ehrenpräsidentin
- Detlef Roßmann, Ehrenpräsident

## Zielsetzungen
Die selbsterklärten Ziele bestehen laut ihrer Statuten darin, die Zusammenarbeit unter ihren Mitgliedern auszubauen und Einfluss auf nationale und internationale Behörden auszuüben, damit diese die Filmkunstindustrie anerkennen und unterstützen, sowie die Zirkulation und den Verleih von Filmen, die von ihr als qualitativ hochwertig angesehen werden, auszubauen. Des Weiteren versucht die CICAE, besonderen Filmen sowie der gesamten Filmkunstindustrie durch kulturelle Initiativen und Publikationen eine größere Popularität zu verschaffen.
Der Verein organisiert darüber hinaus Workshops, die sich vor allem an Filmkunstkinobetreiber und -manager richten und das Know-how vermitteln sollen, Arthouse-Kinos zu managen, zu erhalten und einen angemessenen Spielplan aufzustellen.

## CICAE Art Cinema Award
Ähnlich der Vereinigung der Filmkritiker FIPRESCI (FIPRESCI-Preis) ist auch die CICAE auf zahlreichen internationalen Filmfestivals mit einem eigenen Preis vertreten. Sie vergibt den CICAE Art Cinema Award im Rahmen dieser Festivals. Dazu gehören unter anderem die Quinzaine des Réalisateurs in Cannes, die Berlinale und die Internationalen Filmfestspiele von Venedig.